# جاك-نيكولاس بيلود-فارين

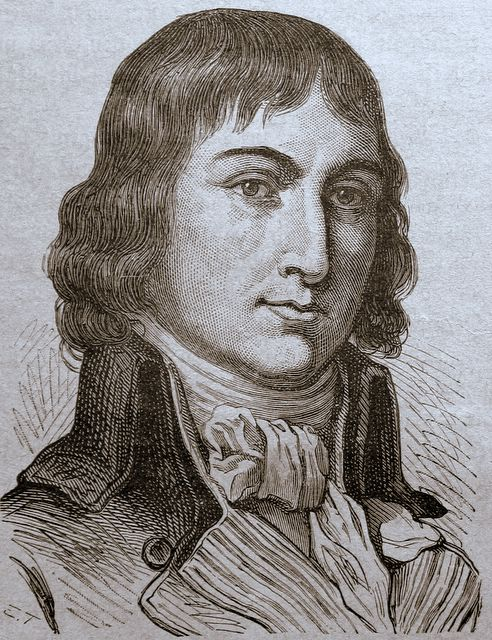
جاك نيكولا بيلود فارين

جاك نيكولا بيلود فارين (23 أبريل 1756 - 3 يونيو 1819)، المعروف كذلك باسم جان نيكولا أو بألقابه، الوطني الصالح أو النمر، هو محامي فرنسي وشخصية بارزة في الثورة الفرنسية. هو أحد المقربين من جورج دانتون وماكسيميليان روبسبير، وأحد أكثر أعضاء لجنة السلامة العامة تشددًا، وغالبًا ما يُعتبر أحد أبرز مهندسي فترة عهد الإرهاب.
انفصل بيلود فارين عن روبسبير، ويُعزى ذلك جزئيًا إلى اختلافاتهما الأيديولوجية المتعلقة بمركزية السلطة. في النهاية لعب دورًا رئيسيًا في سقوط روبسبير في 9 ثيرميدور، وهو ما أعرب لاحقًا عن ندمه عليه. بعد ثيرميدور، انضم بيولد فارين إلى الكريتيين، آخر مجموعة من نواب مجموعة الجبل السياسية. شرع في اضطهاد لويس ماري تورو وجان بابتيست كارييه بسبب أفعالهما خلال الحرب في فونديه.
أُلقي القبض على بيلود فارين في وقت لاحق خلال رد فعل ترميدورين. جرى ترحيله إلى كايين دون محاكمة، وتزوج من عبدة سابقة، ورفض العفو عن نابليون هناك، وتوفي في بورت أو برنس في عام 1819.
كان بيلود فارين أحد الشخصيات المحورية في الجزء الأول من الثورة الفرنسية، لكن دوره لم يحظ بالكثير من الدرسات.

## سيرته الذاتية

### نشأته
ولد بيولد فارين في لا روشيل لوالده الذي عمل محاميًا في برلمان باريس. نظرًا لأن جده ووالده كانا محاميين، وهو الابن الأول في عائلته، حصل بيولد فارين على تعليم قوي وعمل في نفس المهنة. تلقى بيلود فارين تعليمه في الكلية في نيور التي تديرها مجموعة الخطباء الفرنسيين، ودرس الفلسفة في لاروشيل. كان لتعليمه في نيور أثر كبير على تشكيل شخصيته لأن أساليب التدريس كانت غير شائعة في الثورة. في نيور، جرى التأكيد على الحداثة والتسامح، على النقيض من معظم المدارس الأخرى في ذلك الوقت. أُرسل بيلود فارين إلى مدرسة يسوعية تابعة للخطباء كذلك، وهي كلية جويلي، حيث كان مشرفًا في قاعات الدراسات. أصبح هناك أستاذًا عندما شعر بعدم الرضا عن ممارسة القانون، وبقي لفترة قصيرة، حتى توترت علاقته مع أولئك الذين أداروا المدرسة وأُرغم على المغادرة في عام 1785. ذهب إلى باريس حيث تزوج وعمل محاميًا. في أوائل عام 1789، نشر في أمستردام عملًا من ثلاثة مجلدات حول استبداد وزراء فرنسا، وألف كتابًا مناهضًا لرجال الدين بعنوان «الضربة الأخيرة ضد التحيز والخرافة» والذي حظي بردود فعل إيجابية. مع اقتراب أحداث يوم الباستيل، تبنى بحماس مبادئ الثورة الفرنسية. يمكن العثور على مثال على معتقداته بشأن الكنيسة في النص الآتي:
مهما كان البتر مؤلمًا، عندما يُصاب عضو بالغرغرينا، يجب التضحية به إذا أردنا إنقاذ الجسم.

### نشاطه المبكر
انضم بيلود فارين إلى نادي اليعاقبة، وأصبح منذ عام 1790 أحد أشرس الخطباء المناهضين للملكية، مرتبطًا ارتباطًا وثيقًا بجان ماري كولوت ديهيربوا. بعد رحلة إلى فارين للملك لويس السادس عشر، نشر كتيبًا بعنوان السلطة بدون رأس، طالب فيه بإنشاء جمهورية اتحادية.
في 1 يوليو، في خطاب آخر في نادي اليعاقبة، تحدث عن جمهورية، ما أثار سخرية أنصار الملكية الدستورية. لكن عندما كرر مطالبته بجمهورية بعد أسبوعين، طُبع الخطاب وأُرسل إلى جمعيات فرع اليعاقبة في جميع أنحاء فرنسا.
في ليلة 10 أغسطس 1792 (أثناء الهجوم على قصر تويلري) التقى مع دانتون وديزمولينز وأعضاء آخرين في كوميونة التمرد خلال الساعات الفاصلة قبيل الإطاحة بالنظام الملكي. في وقت لاحق من ذلك اليوم، انتُخب لمنصب أحد نواب مفوضي الأقسام الذين أصبحوا بعد ذلك بوقت قصير المجلس العام لكوميونة باريس. اتُهم بأنه شريك في مذابح سبتمبر في سجن الدير.

### مشاريعه في الاتفاقية
انتُخب بيلود فارين، مثل ماكسيميليان روبسبير وجورج دانتون وكولوت ديهيربوا، نائبًا لباريس في المؤتمر الوطني، ونادى بالإلغاء الفوري لنظام بوربون الملكي، وطالب في اليوم التالي بتأريخ جميع الأعمال من العام الأول للجمهورية الفرنسية (وهو تدبير اعتُمد بعد أكثر من سنة في شكل التقويم الثوري الفرنسي).
في محاكمة لويس السادس عشر، أضاف اتهامات جديدة إلى لائحة الاتهام، واقترح رفض محامي الملك، وصوت لصالح اعدامه «في غضون 24 ساعة». في 2 يونيو 1793، في سياق تحريضات جان بول مارات المناهضة للجيرونديين، اقترح مرسوم اتهام ضد الجيرونديين؛ بعد أسبوع، في نادي اليعاقبة، حدد برنامجًا كان من المقرر أن تنفذه الاتفاقية بعد فترة وجيزة والذي تضمن بنودًا هي: طرد الأجانب، وفرض ضريبة على الأغنياء، وحرمان جميع الرجال «المعادين للمجتمع» من حقوق المواطنة، وإنشاء جيش ثوري فرنسي، ومراقبة جميع الضباط والنبلاء المنحرفين، وفرض عقوبة الإعدام على الجنرالات الذين لم يشتركوا في القتال في الحروب الثورية الفرنسية.

### دوره في عهد الإرهاب
في 15 يوليو، ألقى خطابًا عنيفًا اتهم الجيرونديين فيه. ابتُعث في أغسطس ممثلًا في بعثة إلى مقاطعتي نورد وبا دو كاليه، حث أظهر استبدادًا ضد جميع المشتبه بهم.

عند عودته، أدت الكوارث التي حدثت خلال صيف عام 1793 إلى بدء بلدية باريس في تنظيم انتفاضة – انتفاضة أدت إلى صعود بيلود فارين إلى منصب في أقوى هيئة في فرنسا. عندما اندلعت الانتفاضة الشعبية في 5 سبتمبر وتوجهت البلدية إلى الجمعية الوطنية، كان بيلود فارين من أبرز المتحدثين الذين دعوا إلى تغيير القيادة. طالب بوجود خطة حرب جديدة من وزارة الحرب وبأن يجري إنشاء لجنة جديدة للإشراف على الحكومة بأكملها -ما يتجاوز اللجنة الحالية للأمن العام. لتهدئة المتمردين، عُين بيلود فارين رئيسًا للجمعية الوطنية لدورة خاصة استمرت مدة أسبوعين فقط، تلا ذلك تعيينه في لجنة الأمن العام في اليوم التالي تزامنًا مع تعيين كولو ديربوا في نفس اليوم، فكانت إضافته مجرد وسيلة لتعزيز بلدية باريس. بمجرد إضافته إلى لجنة الأمن العام، لعب دورًا كبيرًا في الدفاع عنها -داعيًا إلى الوحدة بدلًا من التغيير في 25 أكتوبر عندما اشتكت الجمعية الوطنية من اللجنة ثم أقرتها رسميًا. عُين في لجنة الأمن العام خلال فترة الحكم المسلح، التي اعتُقل فيها جميع المشتبه بهم وإنشاء جيش ثوري، وأسفرت عن تسمية المحكمة الجنائية الاستثنائية رسميًا بالمحكمة الثورية (في 29 أكتوبر 1793)، وطالبت بإعدام ماري أنطوانيت، ثم هاجمت جاك رينيه هيبرت ودانتون. بمجرد تعيينه في اللجنة، أصبح بيلود فارين مدافعًا صريحًا عن تلك الهيئة. متخذًا من باريس مقرًا لأعماله خلال معظم العام، عمل بيلود فارين على تطوير الجهاز الإداري وتعزيز سلطة اللجنة. لهذه الغاية، اقترح في أوائل ديسمبر مركزية مطلقة للسلطة، وهو قانون أصبح يعرف باسم قانون 14 فريمير. بموجب هذا القانون، كانت عمليات المراقبة والمصادرة الاقتصادية وإرسال الأخبار التشريعية والإداريين المحليين والممثلين تحت سيطرة اللجنة. كان له دور فعال كذلك في الدفاع عن الحكم المسلح عندما أُقر إجراء ليصبح قانونًا في منتصف نوفمبر 1793 يسمح للمتهم بحق الدفاع، نطق بيلود فارين بكلماته الشهيرة دفاعًا عن الإرهاب:
لا، لن نتراجع، ستضمحل حماستنا فقط في القبر، إما أن تنتصر الثورة أو نموت جميعًا.
أُلغي القانون الذي يسمح بحق الدفاع في اليوم التالي.